# テオドール・ヘンシュ
テオドール・ヴォルフガング・ヘンシュ（Theodor Wolfgang Hänsch, ドイツ語発音: [ˈteːodoːɐ̯ ˈhɛnʃ]、 1941年10月30日 - ）は、ドイツの物理学者。マックス・プランク研究所の量子光学部門所長、ミュンヘン大学教授。
「光周波数コム（櫛）技術などのレーザーを用いた精密な分光法の発展への貢献」により、2005年のノーベル物理学賞をジョン・ホールとともに受賞した。

## 来歴
ヘンシュはハイデルベルク大学で博士号を取得し、カリフォルニア州のスタンフォード大学のアーサー・ショーロー研究室で博士研究員となり、1975年から教授を務めた。その後1986年にマックス・プランク量子光学研究所所長となるためドイツへ戻った。

## 業績
1970年に、光子の持つエネルギーの誤差が100万分の1という極めて高精度の光パルスを発するレーザー装置を発明した。この装置を用いて、彼は水素原子のもつバルマー系列の遷移振動数を以前よりはるかに精度よく測定することに成功した。さらに1990年代末にヘンシュは共同研究者とともに光周波数コムジェネレータと呼ばれる装置を使用して、レーザーの周波数をさらに高精度で測定する手法を開発した。この誤差100兆分の1という驚異的な精度を誇る測定法によって、水素原子のライマン系列の遷移振動数が測定されるようになった。この精度では、宇宙における基礎物理定数の経時変化を調べることが可能とされる。これらの業績により、2005年のノーベル物理学賞を受賞することとなった。

## 受賞歴
- 1983年 コムストック物理学賞
- 1989年 キング・ファイサル国際賞科学部門（キング・ファイサル財団）
- 1989年 ライプニッツ賞（ドイツ科学財団（ドイツ学術振興協会））
- 1996年 アーサー・L・ショーロー賞
- 2005年 オットー・ハーン賞（ドイツ物理学会、ドイツ化学会、フランクフルト市の共同の賞）
- 2005年 ノーベル物理学賞
- 2012年 ヴィルヘルム・エクスナー・メダル

また、教え子の一人カール・ワイマンは2001年のノーベル物理学賞を受賞している。